# Nandesari INA
Nandesari INA é uma cidade e uma industrial notified area no distrito de Vadodara, no estado indiano de Gujarat.

## Demografia
Segundo o censo de 2001, Nandesari INA tinha uma população de 2815 habitantes. Os indivíduos do sexo masculino constituem 54% da população e os do sexo feminino 46%. Nandesari INA tem uma taxa de literacia de 73%, superior à média nacional de 59,5%: a literacia no sexo masculino é de 78% e no sexo feminino é de 67%. Em Nandesari INA, 17% da população está abaixo dos 6 anos de idade.